# Celica
Celica är en ort i Ecuador.   Den ligger i provinsen Loja, i den sydvästra delen av landet, 500 km söder om huvudstaden Quito. Celica ligger 2 003 meter över havet och antalet invånare är 5 499.
Terrängen runt Celica är bergig åt nordväst, men åt sydost är den kuperad. Celica ligger uppe på en höjd. Runt Celica är det ganska glesbefolkat, med 30 invånare per kvadratkilometer. Celica är det största samhället i trakten. Omgivningarna runt Celica är huvudsakligen savann.